# زولزت
شهر زولزت (به فرانسوی: Zelzate) در شهرستان اکلو  در استان فلاندری شرقی  در منطقه فلاندری در کشور بلژیک واقع شده‌است.